# Lisa Bassenge

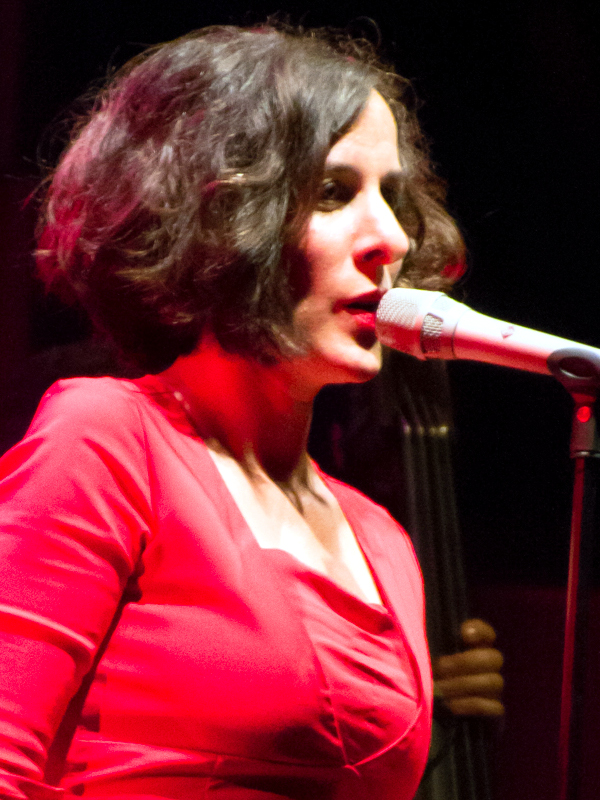
Lisa Bassenge 2014 in Detmold

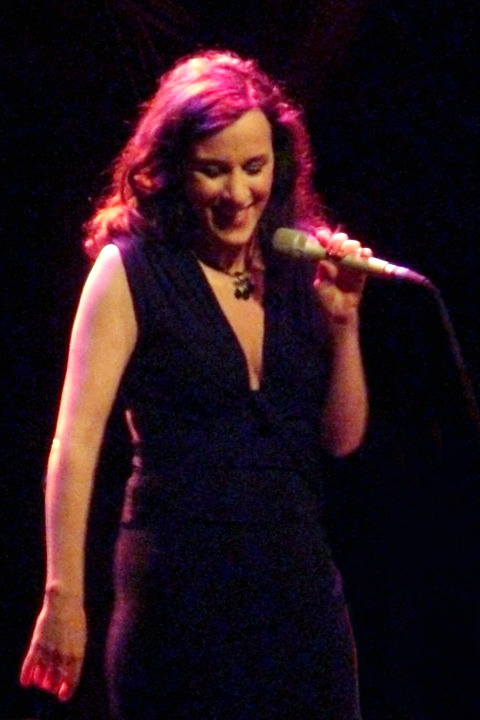
Lisa Bassenge am 3. Februar 2009 in der Hamburger Fabrik

Lisa Bassenge (* 1974 in Berlin) ist eine deutsche Jazz-Sängerin, die häufig Elemente aus Blues, Chanson- und Popmusik aufnimmt.

## Biografie
Lisa Bassenge wurde als Tochter eines Deutschen und einer Iranerin geboren. Nach dem Abitur nahm sie bei Judy Niemack an der Hochschule für Musik „Hanns Eisler“ Berlin ein Gesangsstudium auf. Dabei lernte sie auch den Bassisten Paul Kleber kennen, der seit 1996 zu einem beständigen Begleiter bei fast allen musikalischen Projekten wurde.
Lisa Bassenge tourte mit verschiedenen Projekten durch ganz Europa, Thailand und Vietnam. Zu ihrer 1995 gegründeten Band Lisa-Bassenge-Trio gehörte neben Kleber der Pianist Andreas Schmidt. Das Trio veröffentlichte drei Alben auf minor music. Zu ihren bekannten Interpretationen gehören Rio Reisers Junimond auf A Sigh, a Song (2002) und das Duett Wir machen Musik mit Ilse Werner von Three (2004). Nachfolger dieser Band wurde das Ensemble A Little Loving, an dem Kleber ebenfalls beteiligt ist.
Daneben ist sie seit 1999 im Projekt Micatone aktiv. Außerdem betrieb sie gemeinsam mit Kleber und anderen seit 2004 einige Jahre lang das Bandprojekt Nylon und kleidete dort alte Evergreens und Chansons in ein zeitgenössisches Pop-Gewand.
Sie ist als Gastsängerin auf Platten von Musikern wie Nicola Conte, Xavier Naidoo, Stuart Staples, Pee Wee Ellis und Max Goldt zu hören. Weitere Projekte, zu denen Bassenge beigetragen hat, sind das Sonar Kollektiv Orchester und re:jazz.

## Diskografie
Lisa Bassenge Trio
- 2001: Going Home
- 2002: A Sigh, a Song (DE: Gold (German Jazz Award))[1]
- 2004: Three

Lisa Bassenge
- 2006: A Little Loving (minor music)
- 2008: Won’t Be Home Tonight – Live (minor music)
- 2011: Nur fort (minor music; DE: Gold (German Jazz Award))
- 2013: Wolke 8 (Lyrics zusammen mit Thomas Melle, minor music)
- 2015: Canyon Songs (Musik Produktion, mit Till Brönner, Larry Klein, Vinnie Colaiuta u. a.)
- 2018: Borrowed and Blue (Herzog Records)
- 2020: Mothers (Herzog Records)
- 2023: Wildflowers (Herzog Records)